# 山西古城
山西城（越南语：／），是越南河内市山西市社的一座要塞。始建於明命三年（1822年），是用山西普遍傳統質料蜂窩土建成的200年歷史的軍用城。
山西城周圍的護城河全部由紅土壘砌駁岸，幾乎完好無損，總長1800米，寬20米。 與周圍街道相連的是四座橋樑，通向四個正門，包括前門（南向）、後門（北向）以及東正門和西正門。

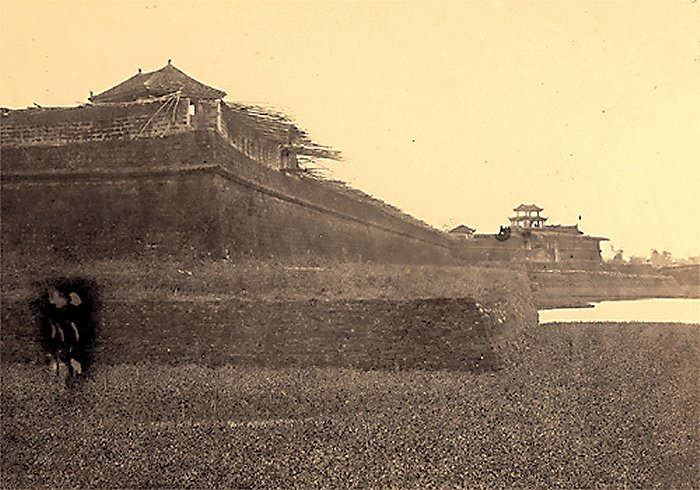
山西古城

1994年，山西省被越南社會主義共和國通信文化部認定爲國家建築歷史遺跡。今天，這座城堡位於河內市山西市社的中心，作爲一座歷史和軍事建築遺迹。